# Campoo de Yuso
Campoo de Yuso település Spanyolországban, Kantábria autonóm közösségben. Campoo de Yuso Santiurde de Reinosa, San Miguel de Aguayo, Luena, Valle de Valdebezana, Arija, Las Rozas de Valdearroyo és Campoo de Enmedio községekkel határos. Lakosainak száma 673 fő (2024).

## Népesség
A település népessége az elmúlt években az alábbi módon változott:
| Lakosok száma | 770  | 737  | 724  | 705  | 703  | 668  | 682  | 669  | 688  | 673  |
|               | 2001 | 2004 | 2007 | 2009 | 2012 | 2014 | 2017 | 2019 | 2022 | 2024 |